# Bío-Bío (região)
| VIII Región del Biobío                                     |                                                 |
|                                                            |                                                 |
| Brasão                                                     | Bandeira                                        |
| Localização no Chile                                       |                                                 |
| Localização da Bío-Bío (região)                            |                                                 |
| Dados                                                      |                                                 |
| Capital • População • Coordenadas                          | Concepción 212.003 (2002) 36°46′22″S, 73°3′47″O |
| Intendente • Províncias                                    | Jorge Ulloa Biobío Concepción Arauco            |
| Superfície • Total • % nacional • % agua Fronteiras Costas | 10º posição 23 890,2 km² n/d                    |
| População • Total • Densidade                              | 3º posição 1 557 414 (2017) 64,38 hab./km²      |
| PIB (PPC) • Total • PIB per capita                         | US$ 17.747 milhões (10,44%) US$ 8.951           |
| Congressistas • Senado • Câmara dos Dep.                   | 4 senadores 14 deputados                        |
| Códigos telefônicos                                        | +56-41, +56-42, +56-43                          |
| Código ISO                                                 | CL-BI                                           |
| Governo Regional del Biobío                                |                                                 |

Bío-Bío (ou Biobío) é uma das 16 regiões do Chile. Sua capital é a cidade de Concepción.
A Região de Bío-Bío é banhada a oeste pelo Oceano Pacífico e faz divisa a leste com a Argentina, ao norte com a Região de Ñuble e ao sul com a Região de Araucanía.

## Divisão político-administrativa da Região de Bío-Bío
A Região de Bío-Bío, para efeitos de governo e administração interior, se divide em 3 províncias:
| Província  | Área em km² | População | Capital     |
| ---------- | ----------- | --------- | ----------- |
| Biobío     | 14 987,9    | 353 315   | Los Ángeles |
| Concepción | 3 439,0     | 912 889   | Concepción  |
| Arauco     | 5 457,2     | 157 255   | Lebu        |

Para fins de administração local, as províncias estão divididas em 33 comunas.
|            |             |                        |
| Província  | Capital     | Comuna                 |
| Arauco     | Lebu        | 1 Arauco               |
|            |             | 2 Cañete               |
|            |             | 3 Contulmo             |
|            |             | 4 Curanilahue          |
|            |             | 5 Lebu                 |
|            |             | 6 Los Álamos           |
|            |             | 7 Tirúa                |
| Biobío     | Los Ángeles | 8 Alto Biobío          |
|            |             | 9 Antuco               |
|            |             | 10 Cabrero             |
|            |             | 11 Laja                |
|            |             | 12 Los Ángeles         |
|            |             | 13 Mulchén             |
|            |             | 14 Nacimiento          |
|            |             | 15 Negrete             |
|            |             | 16 Quilaco             |
|            |             | 17 Quilleco            |
|            |             | 18 San Rosendo         |
|            |             | 19 Santa Bárbara       |
|            |             | 20 Tucapel             |
|            |             | 21 Yumbel              |
| Concepción | Concepción  | 22 Chiguayante         |
|            |             | 23 Concepción          |
|            |             | 24 Coronel             |
|            |             | 25 Florida             |
|            |             | 26 Hualpén             |
|            |             | 27 Hualqui             |
|            |             | 28 Lota                |
|            |             | 29 Penco               |
|            |             | 30 San Pedro de la Paz |
|            |             | 31 Santa Juana         |
|            |             | 32 Talcahuano          |
|            |             | 33 Tomé                |